# Natação no Campeonato Mundial de Esportes Aquáticos de 2022 - 200 m peito feminino
A prova dos 200 metros peito feminino da natação no Campeonato Mundial de Esportes Aquáticos de 2022 ocorreu nos dias 22 e 23 de junho, em Budapeste, na Hungria.

## Recordes
Antes desta competição, os recordes mundiais e do campeonato nesta prova eram os seguintes:
| Tipo                  | Atleta                | Tempo     | Local     | Data                |
| --------------------- | --------------------- | --------- | --------- | ------------------- |
|                       | Tatjana Schoenmaker   | 2m 18s 11 | Tóquio    | 30 de julho de 2021 |
| Recorde do campeonato | Rikke Møller Pedersen | 2m 19s 11 | Barcelona | 1 de agosto de 2013 |

## Medalhistas
| Ouro             | Prata               | Bronze              |
| Lilly King (USA) | Jenna Strauch (AUS) | Kate Douglass (USA) |

## Cronograma
Todos os horários são locais (UTC+2). 
| Data        | Hora  | Evento        |
| ----------- | ----- | ------------- |
| 22 de junho | 09:36 | Eliminatórias |
| 22 de junho | 19:22 | Semifinal     |
| 23 de junho | 18:52 | Final         |

## Resultados

### Eliminatórias
Esses foram os resultados das eliminatórias. A prova foi realizada no dia 22 de junho com início às 09:36.
| Pos. | Bateria | Raia | Nadadora               | Nacionalidade  | Tempo   | Notas |
| ---- | ------- | ---- | ---------------------- | -------------- | ------- | ----- |
| 1    | 2       | 6    | Kelsey Wog             | Canadá         | 2:24.37 | Q     |
| 2    | 3       | 4    | Lilly King             | Estados Unidos | 2:24.46 | Q     |
| 3    | 3       | 3    | Kotryna Teterevkova    | Lituânia       | 2:24.79 | Q     |
| 4    | 1       | 4    | Kate Douglass          | Estados Unidos | 2:25.54 | Q     |
| 4    | 2       | 4    | Molly Renshaw          | Reino Unido    | 2:25.54 | Q     |
| 6    | 1       | 3    | Jenna Strauch          | Austrália      | 2:25.56 | Q     |
| 7    | 2       | 3    | Francesca Fangio       | Itália         | 2:25.70 | Q     |
| 8    | 3       | 2    | Sophie Hansson         | Suécia         | 2:25.74 | Q     |
| 9    | 3       | 5    | Abbie Wood             | Reino Unido    | 2:25.95 | Q     |
| 10   | 1       | 5    | Yu Jingyao             | China          | 2:26.07 | Q     |
| 11   | 1       | 1    | Tes Schouten           | Países Baixos  | 2:26.85 | Q     |
| 12   | 2       | 5    | Lisa Mamié             | Suíça          | 2:27.28 | Q     |
| 13   | 1       | 6    | Abbey Harkin           | Austrália      | 2:27.44 | Q     |
| 14   | 3       | 7    | Kristýna Horská        | Chéquia        | 2:27.84 | Q     |
| 15   | 3       | 8    | Moon Su-a              | Coreia do Sul  | 2:27.91 | Q     |
| 16   | 2       | 1    | Eszter Békési          | Hungria        | 2:27.95 | Q     |
| 17   | 3       | 6    | Jessica Vall           | Espanha        | 2:28.08 |       |
| 18   | 1       | 7    | Melissa Rodríguez      | México         | 2:28.19 |       |
| 19   | 3       | 1    | Eneli Jefimova         | Estónia        | 2:28.51 |       |
| 20   | 2       | 7    | Anastasia Gorbenko     | Israel         | 2:28.58 |       |
| 21   | 2       | 2    | Tang Qianting          | China          | 2:29.35 |       |
| 22   | 2       | 8    | Nikoleta Trníková      | Eslováquia     | 2:29.45 |       |
| 23   | 1       | 2    | Anna Elendt            | Alemanha       | 2:30.08 |       |
| 24   | 3       | 0    | Sim En Yi Letitia      | Singapura      | 2:31.31 |       |
| 25   | 1       | 0    | Kamila Isaieva         | Ucrânia        | 2:32.53 |       |
| 26   | 2       | 9    | Emily Santos           | Panamá         | 2:38.72 |       |
| 27   | 3       | 9    | Micaela Sierra         | Uruguai        | 2:39.05 |       |
| 28   | 1       | 8    | Macarena Ceballos      | Argentina      | DSQ     | DSQ   |
| 28   | 2       | 0    | Phiangkhwan Pawapotako | Tailândia      | DNS     | DNS   |

### Semifinal
Esses foram os resultados das semifinais. A prova foi realizada no dia 22 de junho com início às 19:22.
| Pos. | Bateria | Raia | Nadadora            | Nacionalidade  | Tempo   | Notas |
| ---- | ------- | ---- | ------------------- | -------------- | ------- | ----- |
| 1    | 1       | 3    | Jenna Strauch       | Austrália      | 2:22.22 | Q     |
| 2    | 1       | 4    | Lilly King          | Estados Unidos | 2:22.58 | Q     |
| 3    | 2       | 5    | Kotryna Teterevkova | Lituânia       | 2:23.66 | Q     |
| 4    | 1       | 5    | Kate Douglass       | Estados Unidos | 2:23.79 | Q     |
| 5    | 2       | 4    | Kelsey Wog          | Canadá         | 2:23.82 | Q     |
| 6    | 2       | 3    | Molly Renshaw       | Reino Unido    | 2:24.06 | Q     |
| 7    | 2       | 2    | Abbie Wood          | Reino Unido    | 2:24.46 | Q     |
| 8    | 2       | 6    | Francesca Fangio    | Itália         | 2:25.09 | Q     |
| 9    | 1       | 6    | Sophie Hansson      | Suécia         | 2:25.12 |       |
| 10   | 1       | 7    | Lisa Mamié          | Suíça          | 2:25.56 |       |
| 11   | 1       | 2    | Yu Jingyao          | China          | 2:26.10 |       |
| 12   | 2       | 7    | Tes Schouten        | Países Baixos  | 2:26.25 |       |
| 13   | 2       | 1    | Abbey Harkin        | Austrália      | 2:26.28 |       |
| 14   | 2       | 8    | Moon Su-a           | Coreia do Sul  | 2:26.64 |       |
| 15   | 1       | 1    | Kristýna Horská     | Chéquia        | 2:27.87 |       |
| 16   | 1       | 8    | Eszter Békési       | Hungria        | 2:28.17 |       |

### Final
A final foi realizada em 23 de junho às 18:52.
| Pos.              | Raia | Nadadora            | Nacionalidade  | Tempo   | Notas |
| ----------------- | ---- | ------------------- | -------------- | ------- | ----- |
| Medalha de ouro   | 5    | Lilly King          | Estados Unidos | 2:22.41 |       |
| Medalha de prata  | 4    | Jenna Strauch       | Austrália      | 2:23.04 |       |
| Medalha de bronze | 6    | Kate Douglass       | Estados Unidos | 2:23.20 |       |
| 4                 | 2    | Kelsey Wog          | Canadá         | 2:23.86 |       |
| 5                 | 3    | Kotryna Teterevkova | Lituânia       | 2:23.90 |       |
| 6                 | 7    | Molly Renshaw       | Reino Unido    | 2:23.92 |       |
| 7                 | 8    | Francesca Fangio    | Itália         | 2:25.08 |       |
| 8                 | 1    | Abbie Wood          | Reino Unido    | 2:26.19 |       |

Legenda
| Recorde mundial       | Recorde mundial (World record)               |                       | Recorde africano                      | Recorde africano (African) |                                           | Q | Classificado por posição (Qualified) |
| Recorde do campeonato | Recorde do campeonato (Championship record)  | Recorde da América    | Recorde da América (Americas)         | q                          | Classificado por melhor tempo (Qualified) |   |                                      |
| Melhor marca do ano   | Melhor marca do ano (World leading)          | Recorde asiático      | Recorde asiático (Asian)              | DNS                        | Não largou (Did not start)                |   |                                      |
| Recorde nacional      | Recorde nacional (National record)           | Recorde europeu       | Recorde europeu (European)            | DNF                        | Não terminou (Did not finish)             |   |                                      |
| Recorde pessoal       | Recorde pessoal do atleta (Personal best)    | Recorde da Oceania    | Recorde da Oceania (Oceania)          | DSQ / DQ                   | Desclassificado (Disqualified)            |   |                                      |
| Recorde da temporada  | Recorde da temporada do atleta (Season best) | Recorde sul-americano | Recorde sul-americano (South America) | NM                         | Sem marca (No mark)                       |   |                                      |